# Zénith Saint-Étienne Métropole
Le Zénith de Saint-Étienne Métropole est une salle de spectacles située dans le quartier du Marais proche du Stade Geoffroy-Guichard à Saint-Étienne.

La surface aménagée est de 7 ha, composée du bâtiment principal de 9 872 m2, d’un parking de 1 300 places et d'espaces verts. La salle a plusieurs configurations et peut accueillir jusqu'à 5 500 spectateurs assis, ou 7 200 avec des personnes debout (dans ce cas 4 200 en places assises et 3 000 dans la fosse).
La première pierre fut posée le 14 septembre 2006 et l'inauguration a eu lieu le 10 octobre 2008, en présence de Johnny Hallyday (dont la tournée Tour 66 débuta dans cette salle en mai 2009). Les premiers concerts ont eu lieu le dimanche 12 octobre 2008 avec le groupe stéphanois Dub Inc et le lendemain avec Bernard Lavilliers. En 2011, Michel Sardou y enregistre la vidéo de sa tournée Confidences et retrouvailles - Live 2011, les 10 et 11 février.

## Architecture
L’édifice se veut imposant et de haute qualité environnementale. Le bâtiment est en béton de plus de 25 m de haut avec une façade entièrement vitrée. Il est coiffé d’une toiture en aluminium qui est conçue pour pouvoir capter les vents dominants et il se termine au sud par une longue casquette permettant de protéger les ouvertures de l’effet du soleil. La ventilation naturelle de nuit permet un certain refroidissement lors des concerts par l'utilisation de l'inertie thermique du béton. Ainsi, le traitement acoustique de la salle n'est plus plaqué, mais perpendiculaire aux parois afin de conserver l'effet de parois froides.
Le Zénith a une forme aérodynamique.